# Confederación Sudamericana de Atletismo
La Confederación Sudamericana de Atletismo (ConSudAtle) es la institución que representa a las federaciones nacionales sudamericanas de atletismo a nivel competitivo ante la World Athletics. Asimismo es la responsable de organizar periódicamente las competiciones continentales correspondientes.
Tiene su sede en la ciudad de Manaus (Brasil). Cuenta en 2007 con la afiliación de 13 federaciones nacionales de Sudamérica. 
El presidente en funciones desde el año 1993 es el brasileño Roberto Gesta de Melo.

## Historia
Fue fundada el 24 de mayo de 1918, siendo así la primera federación continental en el seno de la IAAF.
En 1919 es realizado el primer Campeonato Sudamericano de Atletismo en la ciudad de Montevideo.

## Eventos
La organiza anualmente muchas competiciones internacionales, entre las más importantes están las siguientes:
- Campeonato Sudamericano de Atletismo
- Campeonato Sudamericano de Atletismo Sub-23
- Campeonato Sudamericano de Atletismo Sub-20
- Campeonato Sudamericano de Atletismo Sub-18
- Campeonato Sudamericano de Campo a Través
- Campeonato Sudamericano de Atletismo de Marcha Atlética
- Campeonato Sudamericano de Maratón
- Campeonato Sudamericano de Media Maratón
- Campeonato Sudamericano de Carrera de Montaña

## Federaciones nacionales
En 2007 cuenta con la afiliación de 13 federaciones nacionales.
| N.º | País      | Federación                           | Página web |
| --- | --------- | ------------------------------------ | ---------- |
| 1   | Argentina | Confederación Argentina de Atletismo |            |
| 2   | Bolivia   | Federación Atlética de Bolivia       |            |
| 3   | Brasil    | Confederação Brasileira de Atletismo |            |
| 4   | Chile     | Federación Atlética de Chile         |            |
| 5   | Colombia  | Federación Colombiana de Atletismo   |            |
| 6   | Ecuador   | Federación Ecuatoriana de Atletismo  |            |
| 7   | Guyana    | Athletics Association of Guyana      |            |
| 8   | Panamá    | Federación Panameña de Atletismo     |            |
| 9   | Paraguay  | Federación Paraguaya de Atletismo    |            |
| 10  | Perú      | Federación Peruana de Atletismo      |            |
| 11  | Surinam   | Surinaamse Athletiek Bond            |            |
| 12  | Uruguay   | Confederación Atlética del Uruguay   |            |
| 13  | Venezuela | Federación Venezolana de Atletismo   |            |